# Ornans
Ornans è un comune francese di 4 258 abitanti situato nel dipartimento del Doubs nella regione della Borgogna-Franca Contea. L'abitato si estende sulle rive del fiume Loue e possiede una chiesa tardogotica e un museo con alcuni bei quadri del pittore Gustave Courbet, nato ad Ornans nel 1819.

## Società

### Evoluzione demografica
Abitanti censiti

## Galleria d'immagini

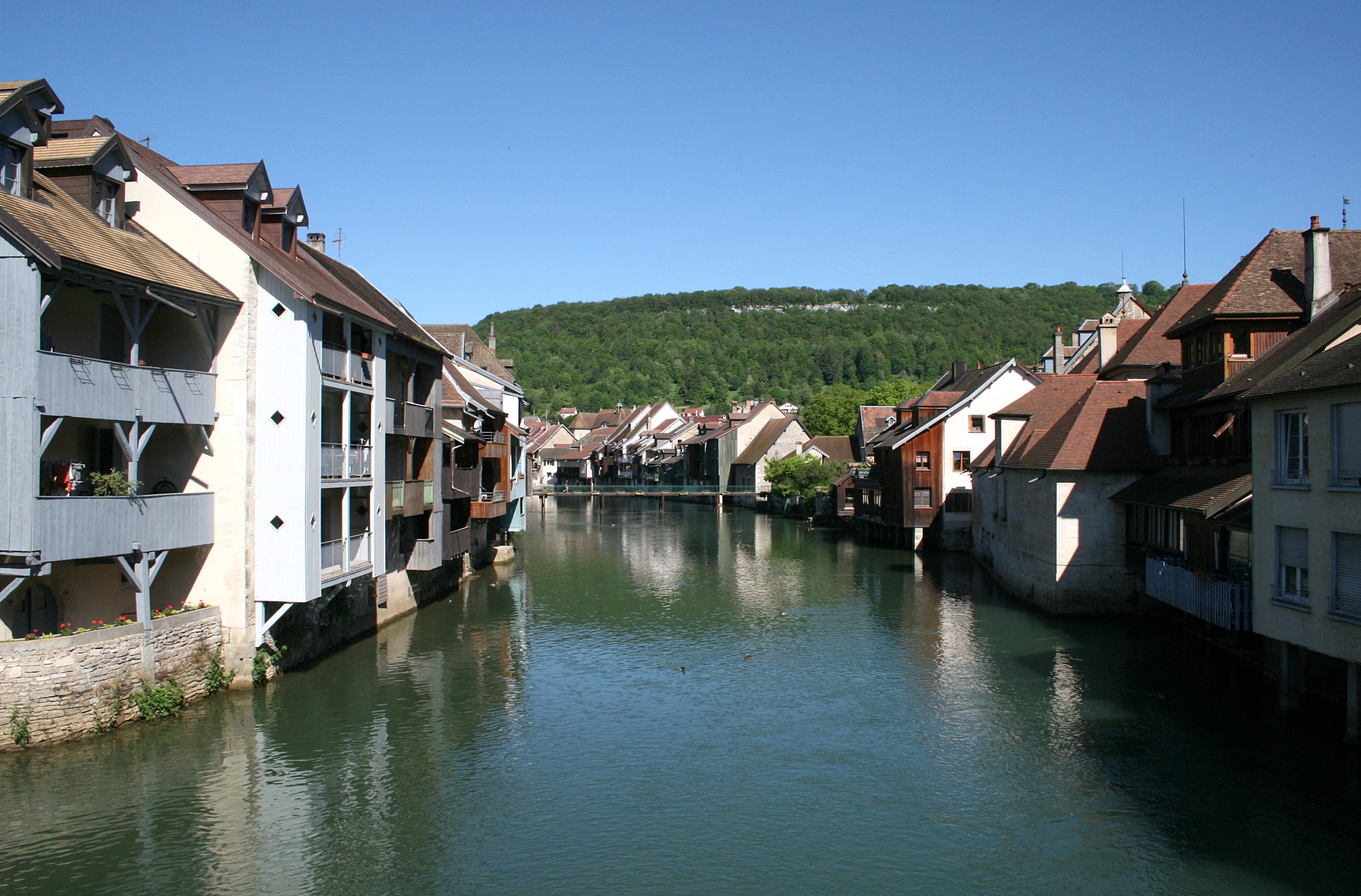
Quartieri lungo il Loue.
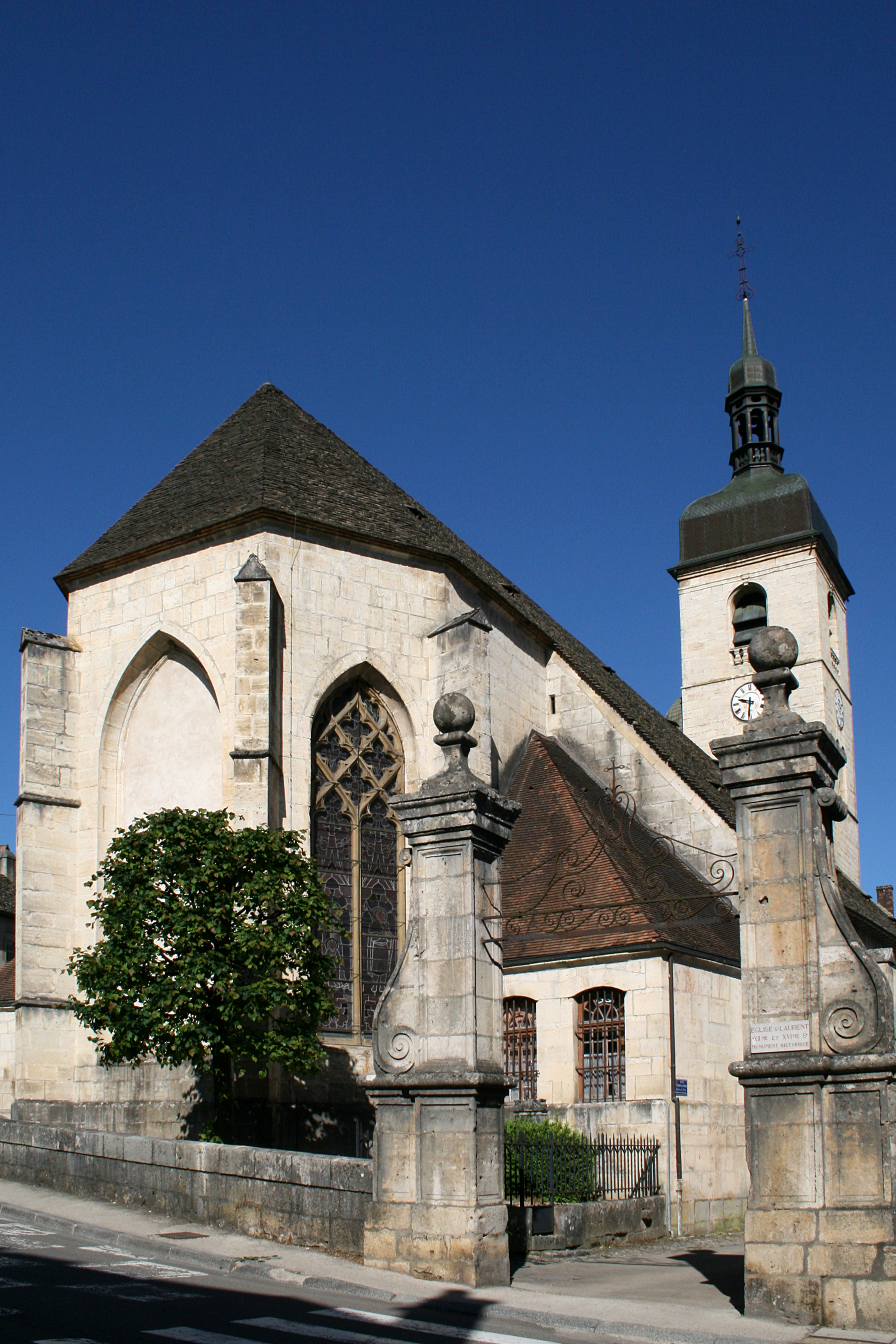
La chiesa di Saint-Laurent.
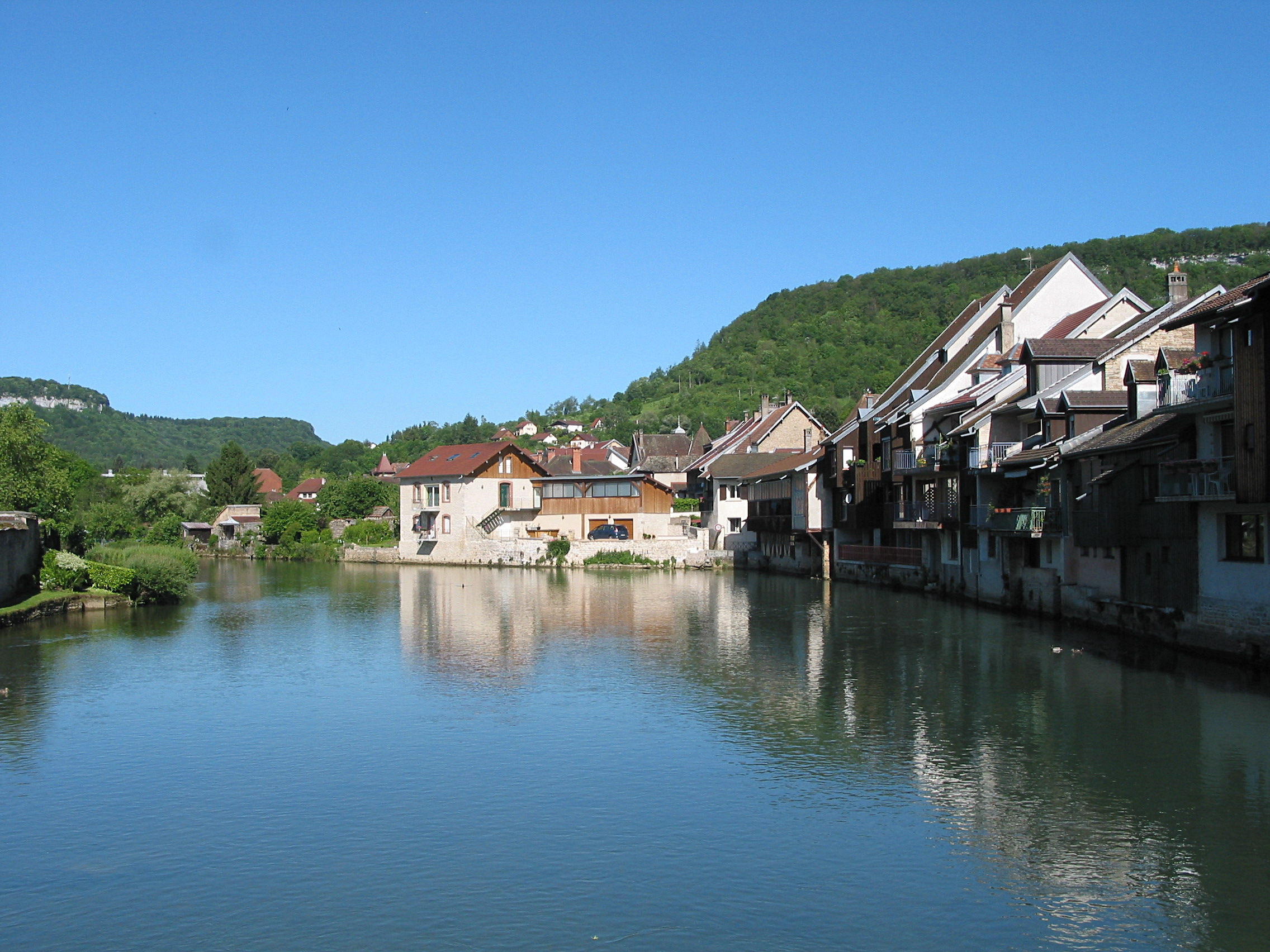
Zona lungo il Loue.

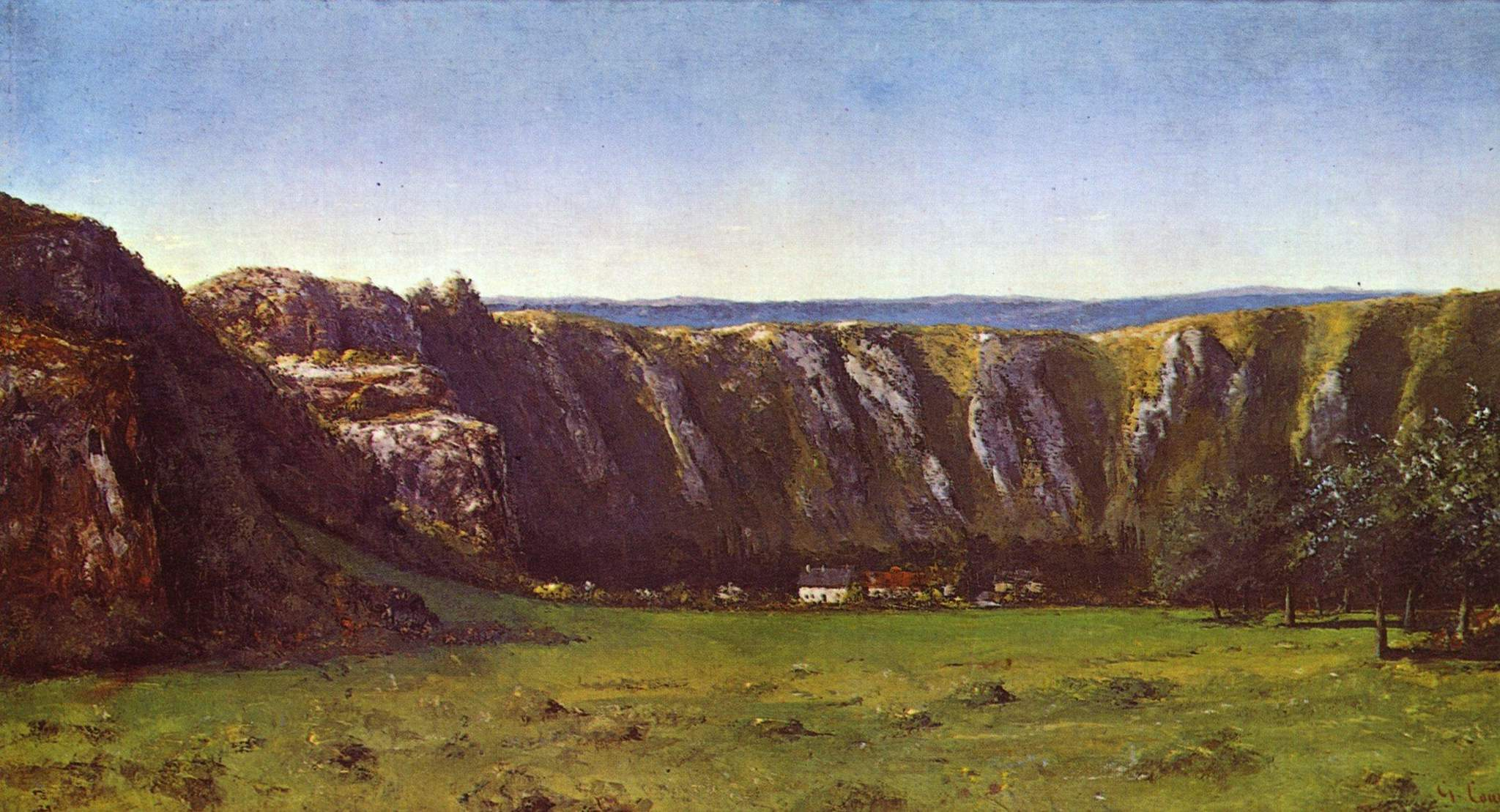
Gustave Courbet: La Roche de Dix Heures (1855)
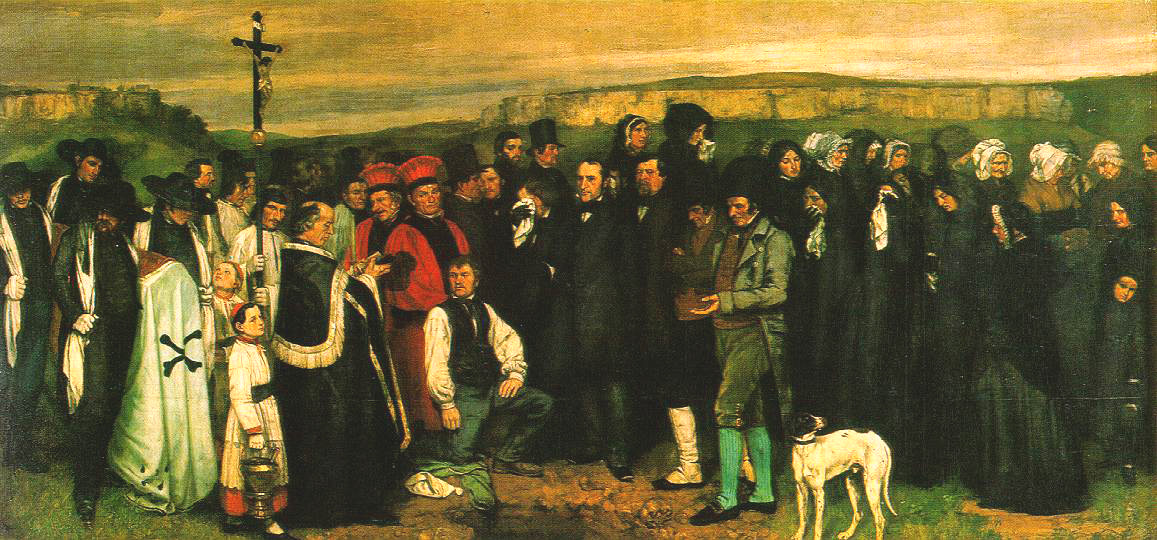
Gustave Courbet: Un enterrement à Ornans (1849)
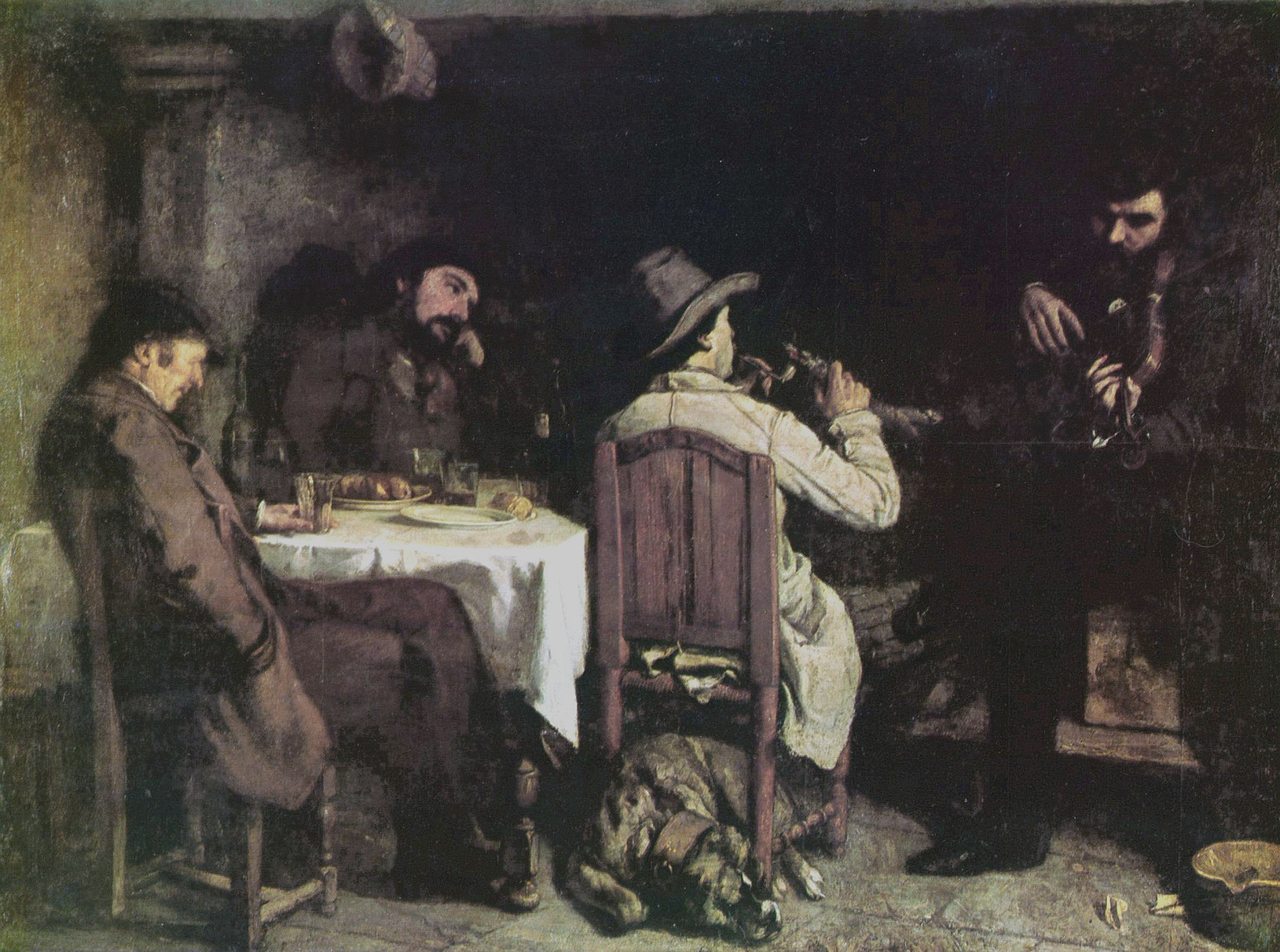
Gustave Courbet: Une après-dîner à Ornans (1849)